# マスキュレアー1
マスキュレアー1
(Musculair1)
ドイツ博物館に展示されているマスキュレアー1
- 用途：人力飛行機
- 分類：クレーマー賞挑戦
- 設計者：エルンスト・ショーベル(Ernst Schöberl)、ギュンター・ローヘルト(Günther Rochelt)
- 製造者：ギュンター・ローヘルト(Günther Rochelt)等
- 運用者：ギュンター・ローヘルト(Günther Rochelt)
- 初飛行：1984年
- 運用状況：退役・展示

マスキュレアー1(Musculair1)とは、1984年にドイツ人のギュンター・ローヘルト(Günther Rochelt)が率いるチームにより開発、製作された人力飛行機である。アメリカ人以外を対象としたクレーマー・8の字飛行賞及びクレーマー・速度世界記録賞を獲得した。また、パイロット以外の人員を乗せた人力旅客飛行に世界で初めて成功した。後継機としてより高速飛行に特化したマスキュレアー2が存在する。

## 開発の経緯
ソーラープレーンの開発に成功していたドイツ人のギュンター・ローヘルトは、世界初の有人ソーラープレーンによる飛行を成功させたポール・マクレディが製作した人力飛行機の飛行に刺激を受け、1984年1月に当時挑戦可能であったアメリカ人以外を対象としたクレーマー・8の字飛行賞およびクレーマー・速度世界記録賞に挑戦するため人力飛行機の製作を宣言した。開発にあたってはギュンターの家族の他、シュットガルト大学のエルンスト・ショーベル(Ernst Schöberl)、ディーター・アルトハウス(Dieter Althaus)、フランツ・ヴォルトマン(Franz Xaver Wortmann)らが協力した。目標達成のため、マスキュレアー1には高い操縦性と高速性が要求された。

## 機体の空力と構造

### 主翼
主翼は単葉高翼配置で支柱や張線のない片持ち構造が採用された。張線の使用は機体剛性の確保と軽量化の両立に有効であるが、対気速度の二乗で増加する空気抵抗の為、高速飛行には不向きである。主翼断面の翼型には揚抗比の大きな層流翼型FX76MPシリーズが用いられた。この翼型は、協力者の一人であり、グライダーなどで多くの採用例があるWortmann翼型の開発者であるフランツ・ヴォルトマンが1976年に人力飛行機用に開発したものである。翼平面形は誘導抗力を考慮した揚力分布を持つ先細翼でアスペクト比は29.3に達した。

また、主翼の中ほどから翼端にかけての後縁部には操縦性への要求に応えるために補助翼が装備された。

主翼の構造は桁、リブ、外皮などから構成された。長手方向に荷重を受け持つ桁を配し、桁と直交するように翼型をしたリブが多数並ぶ。翼の性能の影響を及ぼす後縁部は長手方向に翼型並びに平面形を保持する部材が配され、同様に性能に影響が大きい翼前縁部から上面を外皮が覆い、さらにその上からポリエステルフィルムで全体を被覆した。
それぞれの部材は役割に適した素材が用いられた。桁は縦長の長方形断面を持つ硬質ポリメタクリルイミド発泡体を心材とし、綾織の炭素繊維を用いた炭素繊維強化プラスチック(CFRP)で巻いた上から上下面を一方向CFRPで挟んで構成され、これを翼型の最大厚み位置付近に配置した。リブは板状の発泡ポリスチレンをCFRPで補強したもので、後縁は硬質ポリメタクリルイミド発泡体とCFRPで成形された。外皮には4mm厚の発泡ポリスチレンの板材が用いられ、翼下面側が前縁から20%、上面側が60%までを覆った。また、捻り剛性不足を解消するために翼上面側外皮-桁下面-翼下面側外皮を炭素繊維ロービングで連結する改修が施された。これらにより軽量と性能を両立した主翼を実現した。

### 尾翼
尾翼は十分な面積を持った全可動式の昇降舵、方向舵を極めて剛性の高いCFRP製テーパー付き大径パイプの胴体に接続した。これらの尾翼は操舵を行わないときにはばねによって自動的に中立位置に戻る様になっている。これらにより高い操縦性と安定性を獲得した。昇降舵、方向舵共に平面形は矩形であった。方向舵が胴体パイプから下へ突き出た特徴的な配置となった。

### プロペラ
プロペラは推進式(プッシャー)で機体最後尾に配された。このプロペラ配置は動力を伝達するシャフトが長くなるなど構造面、重量面、伝達効率面で不利な点もあるが、プロペラによって乱れされた後流による機体の空気抵抗の増加を避けることができ、空力面ではプロペラの推進効率が良い配置と言える。プロペラはギュンターがマスキュレアー以前に製作したソーラープレーン(Solair1) のプロペラをマスキュレアー1の速度、出力に合わせて半径やピッチ角を改修したものであり、その効率は86%に達した。プロペラの翼型はGöttingen795及びGöttingen796であった。プロペラの駆動力は胴体パイプ内のシャフトで伝達された。

### コクピット
コクピットはほぼ主翼直下に胴体から吊り下げる配置となっており、胴体同様に大径のCFRPパイプが主要な構造を担っている。人力飛行機におけるパイロットは操縦士としてだけでなく、飛行に必要な動力を発生するエンジンとしての役割も持つため、パイロットの姿勢も十分な検討が必要になる。マスキュレアー1ではパイロットの姿勢は通常の自転車同様、上から跨って乗るアップライト形式が採用された。しかし、通常の競技用自転車の様に前傾した姿勢ではなく上半身がほぼ完全に直立した姿勢となった。これは操縦桿を操作する両腕にペダリング時の下半身からの反動を伝わりにくくし、操縦に影響を与えないためである。また空気抵抗の低減のため、コクピット全体が流線型断面の骨組みにポリエステルフィルムを張ったフェアリングに覆われた。

### パイロット
人力飛行機の操縦士兼エンジンであるパイロットは、ギュンター・ローヘルトの息子で、当時17歳のホルガー・ローヘルト(Holger Rochelt)が勤めた。ホルガーは平凡なアスリートだった。ホルガーは機体が製作されていた3ヶ月の間にトレーニングメニューを消化し、完成したマスキュレアー1に搭乗して2週間の試験飛行を行った。

## 飛行の概要
1984年5月末、マスキュレアー1はノイビーベルクNATO空軍基地(現在のミュンヘン連邦軍大学の場所)にて初飛行に成功した。

### アメリカ人以外を対象としたクレーマー・8の字飛行賞
1984年6月18日、ホルガーによる飛行で1/2マイル離れた2点を旋回する8の字飛行に成功し、アメリカ人以外を対象としたクレーマー・8の字飛行賞を獲得した。このときの飛行時間は4分5秒であり、最初のクレーマー・8の字飛行賞を獲得したポール・マクレディのゴッサマー・コンドルの飛行時間をおよそ半分に短縮し、その高速性の片鱗を見せた。

### クレーマー・速度世界記録賞
1984年8月3日、同じくホルガーによる飛行でクレーマー・速度世界記録賞に挑戦し2分45秒を記録した。この記録は5月にクレーマー・速度世界記録賞を最初に獲得したマサチューセッツ工科大学(MIT)のモナークBの記録、2分54秒76を5%以上上回った。しかし、モナークBによる記録はホルガーの記録のわずか16日前、7月18日にポール・マクレディのチームが開発したバイオニック・バットにより2分43秒に更新されていたためクレーマー・速度世界記録賞の獲得を逃した。その後マスキュレアー1は速度向上のため尾翼面積を縮小するなどの速度記録用の改造が行われた。その結果、1984年8月21日に1500mの周回コースを2分31秒38で飛行して35.7km/hを記録、クレーマー・速度世界記録賞を獲得した3機目の機体となった。なお、この記録は国際航空連盟(Fédération Aéronautique Internationale/FAI)により人力飛行機の速度記録として認定された。

### 世界初の人力旅客飛行
さらに1984年10月1日、マスキュレアー1は世界初の人力旅客飛行に成功した。高度5m・距離500mに及ぶ飛行で、乗客はホルガーの妹のカトリン(Katrin)だった。

## 展示
現在、マスキュレアー1はミュンヘンにあるドイツ博物館に展示されている。

## 諸元

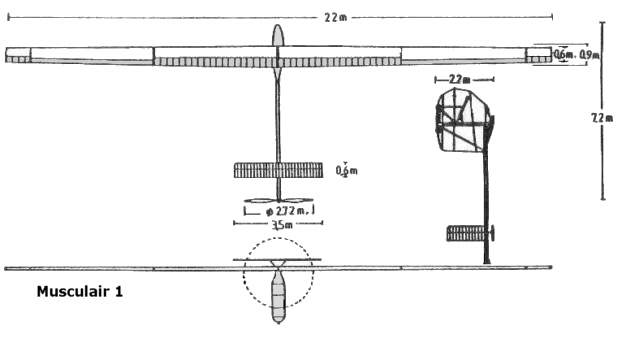
マスキュレアー1の概略図

出典: The Musculair 1 & 2 Human-Powered Aircraft and Their Optimization
諸元
- 乗員: 1
- 全長: 7.1 m （23 ft 4 in）
- 全高:
- 翼幅: 22 m （速度記録飛行時:20 m）（72 ft 2 in (速度記録飛行時:65 ft 7 in)）
- 翼面積: 16.5 m2 （178 sq ft）
- 翼型: Wortmann FX76MPシリーズ（翼厚：翼根16%-翼端14%）
- 空虚重量: 28 kg （62 lb）
- 運用時重量: 82 kg （乗客搭乗時: 110 kg） （181 lb （乗客搭乗時: 240 lb））
- 胴体高さ: 2.12 m (6 ft 11 in)
- アスペクト比: 29.3
- プロペラ直径: 2.72 m (8 ft 11 in)

性能
- 翼面荷重: 49 N/m2 （1.0 lb/sq ft）
- 最低速度:  7.5 m/s (14.6 kn)
- 最小出力:  200 W (8.5 m/s (16.5 kn)時)
- 最大出力:  265 W (11 m/s (21 kn)m/s時)
- 最小沈下率:  0.22 m/s (43 ft/min)
- 最大滑空比:  38

## 解説
1. 1 2  イギリスの実業家ヘンリー・クレーマーの出資によって1959年に創始された人力飛行機の懸賞競技、クレーマー賞（英語版）の一つ。クレーマー賞は現在、イギリス王立航空協会(Royal Aeronautical Society/RAeS)により管理されている。尚、最初のクレーマー賞である8の字飛行賞と2番目のクレーマー賞である英仏海峡横断賞は共にポール・マクレディが率いるチームによって達成された。
2. ↑  世界初の有人ソーラープレーンであるゴッサマー・ペンギン（英語版）は1979年に英仏海峡横断に成功した人力飛行機ゴッサマー・アルバトロスを3/4の大きさにスケールダウンしたものに太陽電池パネルと電気モーターを取り付けたものである。
3. 1 2  人力飛行機は、揚力の発生に付随して生じる誘導抗力を低減するためにグライダーと同様に翼弦長に対し翼幅が大きな細長い形状をした主翼、即ち大きなアスペクト比の主翼を持つことが一般的である。また、揚力分布を適切に制御することで誘導抗力を低減させることが可能である。
4. ↑  
人力飛行機の主翼は前述[解説 3]の通り、アスペクト比を非常に大きくする場合が多く、十分な剛性を確保しづらいため剛性が不十分な場合エルロン・リバーサルを生じ、操縦者の意図とは逆の運動となる危険性がある。さらに人力飛行機は大きなアスペクト比を得るため翼幅が大きく、補助翼使用時にアドバース・ヨーを生じやすいため、人力飛行機においては補助翼の採用が一概に操縦性向上に繋がるとは言いきれない。補助翼が有効に機能しなかった例としてマスキュレアー1同様、アメリカ人以外を対象としたクレーマー8の字飛行賞を狙った日本大学のミラン'81がある。ミラン'81は補助翼を装備していたが、補助翼が原因で墜落した。後継機であるミラン'82では補助翼を廃している。
5. ↑  クレーマー・速度世界記録賞では、5%以上の記録更新によって更新が認められる規定だった。
6. ↑  FAI Record File Num #390参照。後にマスキュレアー2が更新(FAI Record File Num #389)。